# Etnografía y lingüística de Turquía
Se denominan turcos a unos pueblos menos importantes por su fuerza numérica que por el mucho papel que han hecho en la historia de Europa, Asia y África y un famoso etnógrafo Abel Remusat considera a los turcos como el tercero de los cuatro grupos de los tártaros. Como esta denominación de los tártaros puede dar lugar a muchas confusiones, sin ser propiamente etnológica, se dejará a un lado para atenernos a las divisiones que los etnólogos han adoptado con preferencia.
- Datos: Q5850169